# Сергеев, Юрий Дмитриевич
Юрий Дмитриевич Сергеев (1920—2003) — советский офицер, участник Великой Отечественной войны, гвардии майор, командир 2-го дивизиона 159-го гвардейского артполка 75-й гвардейской стрелковой дивизии, 61-й армии 1-го Белорусского фронта, Герой Советского Союза (1945), позднее — гвардии полковник.

## Биография
Родился 13 июля 1920 года в городе Петрограде. Учился в Ленинградском кораблестроительном институте, затем в Ленинградском артиллерийском училище, которое окончил в 1941 году. В Красной Армии с 13 июня 1941 года.

## В годы Великой Отечественной войны
В действующей армии с марта 1942 года, воевал на Северо-Западном фронте, был ранен.
С сентября 1942 года старший лейтенант Сергеев Ю. Д. в должности помощника начальника штаба по разведке 57-го Краснознамённого артполка 95-й стрелковой дивизии участвует в обороне Сталинграда. Командир артполка майор Лёвкин Н. А. характеризовал Сергеева как бесстрашного разведчика:

25 и 27 сентября 1942 года в районе «Мамаев курган» г. Сталинград на КП полка просочилось до роты автоматчиков. Организовав оборону, сам лично расстреливал в упор автоматчиков, атака была отбита, ружейно-автоматным огнём батареи было уничтожено до 2-х взводов автоматчиков.
С 1-го по 26-е января 1943 года в период наступательных боёв в районах з-да «Баррикады», выс. 107.5, хл/завода под интенсивным ружейно-пулемётным огнём противника разведал: 17 огневых точек, 9 дотов, 2 минбатареи, 4-е автомашины, скопление до 2-х батальонов пехоты противника. Благодаря добытым разведывательным данным, все цели были уничтожены, артиллерийским огнём полка было убито и частично рассеяно до 2-х батальонов пехоты противника.
За оборону Сталинграда 95-я стрелковая дивизия была преобразована в 75-ю гвардейскую стрелковую дивизию, 57-го артполк стал 159-м гвардейским артполком. Ю. Д. Сергеев был награждён медалью «За отвагу».
Участвовал в битве на Курской дуге в районе станции Поныри, «проявил себя стойким и мужественным. Находился на передовом наблюдательном пункте и вёл разведку противника. Выявил большое скопление танков в количестве 150 штук в роще „Квадратная“ и скопление пехоты на высоте 248.1, готовившейся идти в атаку. Атака танков и пехоты была отбита огнём артполка». Награждён орденом Красной Звезды.
В битве за Днепр помощник начальника штаба 159-го гвардейского Краснознамённого артполка полка гвардии капитан Сергеев 

находясь на передовом наблюдательном пункте показал смелость, мужество и исключительное хладнокровие и выдержку. Организовал отличную работу разведки в полку. В период с 24.9.43 г. по 3.10.43 г. ведя разведку и наблюдение за противником с передового наблюдательного пункта под интенсивным арт-миномётным обстрелом и ружейно-пулемётным огнём, обнаружил 8 танков, 2 самоходных пушки «Фердинанд», 4 минбатареи, артбатарею 105 мм пушек, скопление автомашин и повозок с грузами и до полка пехоты противника, своевременно донеся об этом в штаб полка, что дало возможность полку отбить 13 контратак противника, подавить и частично уничтожить разведанные цели.
Награждён орденом Отечественной войны 2-й степени
Участвуя в операции «Багратион» по освобождению Белоруссии, «в боях при прорыве долговременной обороны немцев в районе Паричи умело планировал детали артиллерийского наступления, непосредственно на огневой позиции и НП руководил подготовкой к прорыву. Благодаря чёткому и умелому планированию, огнём полка было полностью подавлено огневое сопротивление противника и пехота имела успех.
24.06.1944 г. в районе Селище во время отсутствия связи с дивизионами под артиллерийским и миномётным обстрелом отправился на огневую позицию м организовал быстрое перемещение боевого порядка, и выдвинул на прямую наводку батарею, которая в этом бою разбила два блиндажа, три станковых пулемёта». Награждён орденом Красной Звезды.
Участвовал в Рижской операции и освобождении города Рига, за что 159-й гвардейский артполк был удостоен наименования «Рижский».
Гвардии майор Сергеев Ю. Д. в должности командира 2-го дивизиона 159-го гвардейского артполка участвовал в Варшавско-Познанской операции и освобождении Польши, а затем в Восточно-Померанской операции. В представлении к награждению орденом Красного Знамени командир артполка гвардии подполковник Субботин написал:

17.02.45 г. его дивизион, будучи на прямой наводке в районе деревни Мушерина, трижды отразил контратаку пехоты и танков противника. За пять часов боя огнём дивизиона было подбито 2 самоходных пушки, один танк типа «Т-4» и уничтожено до 120 солдат и офицеров противника. До подхода стрелковых подразделений дивизион благодаря смелым и решительным действиям в течение 32-х часов удерживал занимаемый рубеж. Лично находясь на поле боя и руководя последним, своим личным примером воодушевлял личный состав дивизиона.
Особо отличился гвардии майор Сергеев Ю. Д. в Берлинской наступательной операции при форсировании реки Одер и захвате плацдарма на её западном берегу. Командир артполка гвардии подполковник Коротких написал:

17 апреля 1945 года в районе населённого пункта Ной-Глитцен на переправочных средствах, сделанных силами дивизиона, он первый из артиллерии вместе с пехотой переправил две пушки с их расчётами, а затем в условиях артминомётного и пулемётного огня сумел организовать и переправить весь дивизион на западный берег реки Одер.
Дивизион, поддерживая пехоту в течение дня с занятого плацдарма отразил пять яростных контратак гитлеровцев, своим огнём обеспечил закрепление, а впоследствии — расширение занятого плацдарма.
Руководил артиллерийским огнём дивизиона, уничтожил 14 огневых точек, 3 миномётных батареи 81 мм, подавлен огонь 2-х артиллерийских батарей, разбил 3-и ДЗОТа, уничтожил и рассеял до 2-х рот пехоты противника.

Указом Президиума Верховного Совета СССР от 31 мая 1945 года за мужество и героизм, проявленные при форсировании реки Одер, захвате и удержании плацдарма на её западном берегу гвардии майору Сергееву Юрию Дмитриевичу присвоено звание Героя Советского Союза с вручением ордена Ленина и медали «Золотая Звезда».
Войну Ю. Д. Сергеев закончил 3 мая 1945 года с выходом 75-й гвардейской стрелковой дивизии к реке Эльба южнее города Виттенберге (земля Бранденбург, севернее Берлина).

## В послевоенные годы
После войны Ю. Д. Сергеев продолжал службу в армии, в 1951 году окончил Артиллерийскую академию имени Ф. Э. Дзержинского. Последнее воинское звание — полковник. Вышел в отставку в 1975 году.
Работал заместителем директора Ленинградского металлического завода, председателем Ждановского райсовета общества спасения на водах.
Умер 17 сентября 2003 года. Похоронен на Серафимовском кладбище (уч. 11А) Санкт-Петербурга.

## Награды
- Медаль «Золотая Звезда» № 7068 Героя Советского Союза (31 мая 1945 года);
- орден Ленина;
- орден Красного Знамени;
- орден Отечественной войны I степени;
- орден Отечественной войны II степени;
- два ордена Красной Звезды;
- орден «За службу Родине в Вооружённых Силах СССР» 3-й степени;
- медали.